# (38834) 2000 SP1
2000 SP1 (asteroide 38834) é um asteroide da cintura principal. Possui uma excentricidade de 0.27425620 e uma inclinação de 20.22355º.
Este asteroide foi descoberto no dia 18 de setembro de 2000 por LINEAR em Socorro.